# پنانت هیلز، نیو ساوت ولز
پنانت هیلز (به انگلیسی: Pennant Hills) یک حومه شهر در استرالیا است که در نیو ساوت ولز واقع شده‌است.

## جستارهای وابسته

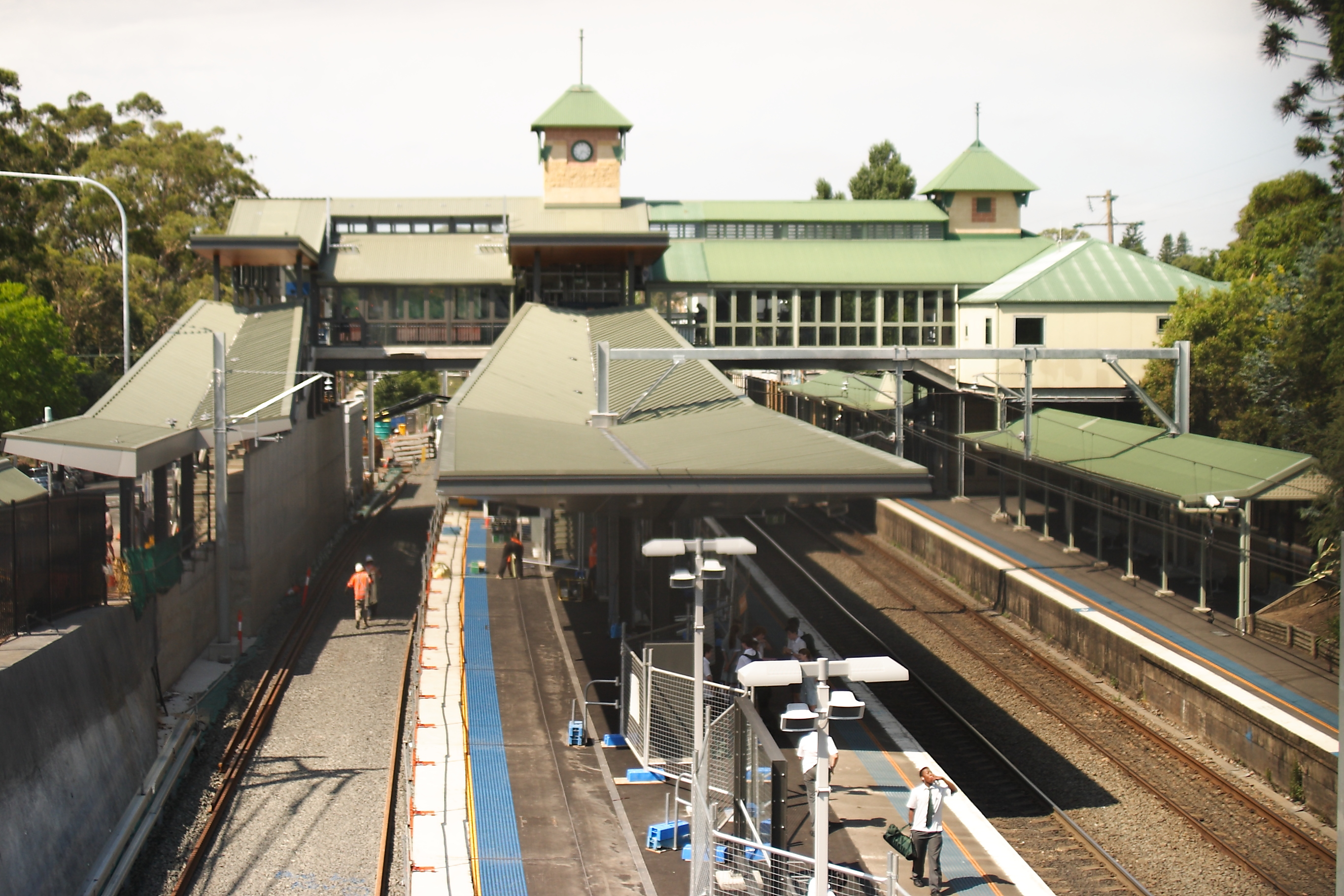
ایستگاه قطارپنان هیلز در ۱۰ دسامبر ۲۰۱۵ نشان داد، که به عنوان سومین مسیر حمل و نقل عمل می‌کند.